# إيريشوم الأول
إيريشوم الأول هو ملك آشور من سنة 1905 حتى سنة 1867 ق م، هو الملك ال33 حسب قائمة ملوك آشور، هو ابن إيلو شوما، كانت مدينة آشور في عده لا تزال صغيرة وقام بتكبيرها قليلاً وبنى معابد فيها، خلفه في الحكم إبنه إكونوم.